# Sofiaflickorna

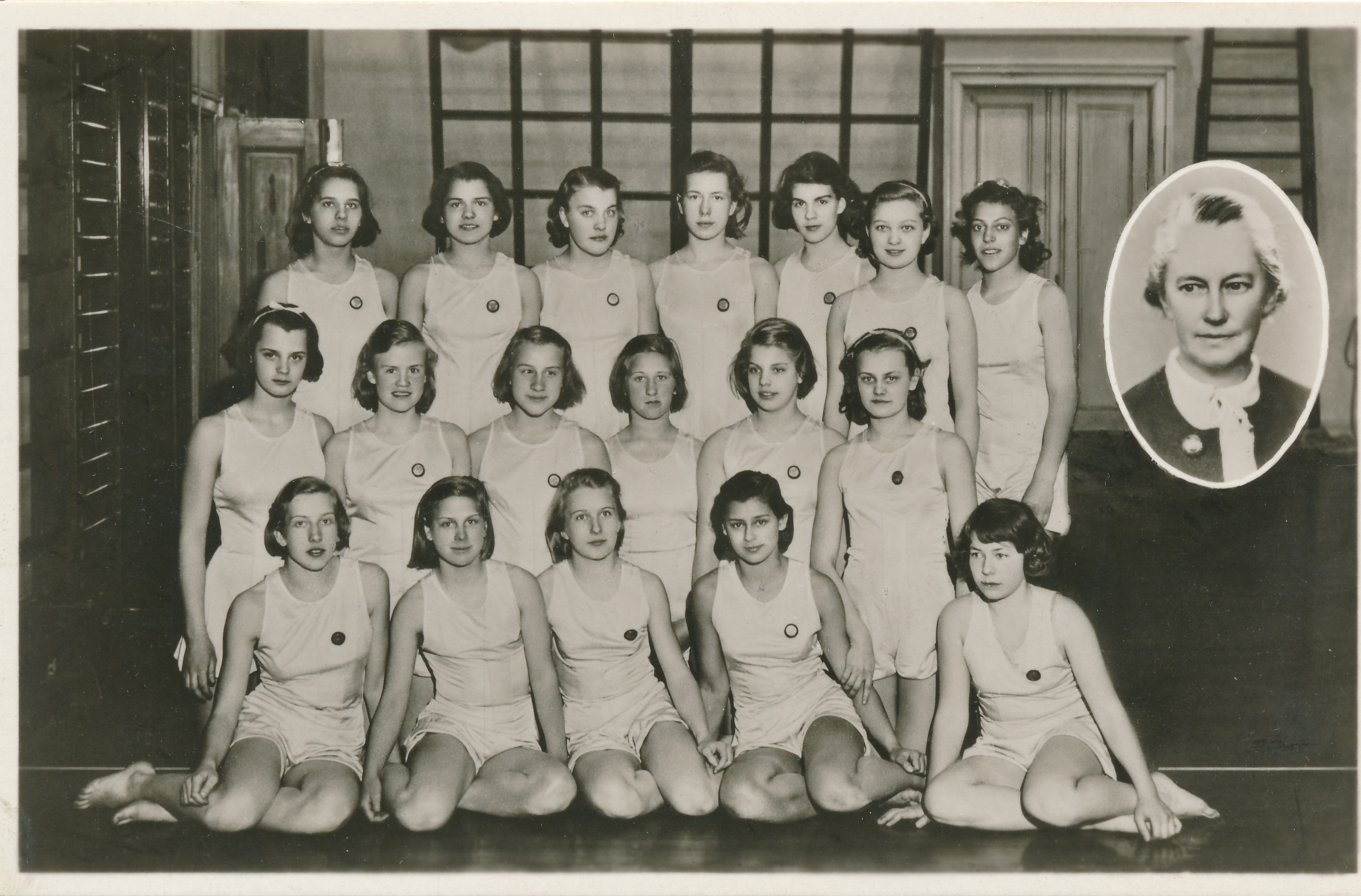
Sofiaflickorna, Vykort från ca 1940.

Sofiaflickorna är en gymnastikförening från Sofia på Södermalm i Stockholm. Föreningen bildades av Maja Carlquist 30 november 1936. Sofiaflickorna fick internationellt genombrott vid Berlinolympiaden 1936 men Carlquist kritiserades av ledningen vid Gymnastiska Centralinstitutet i Stockholm som ansåg att en militärisk disciplin var idealet för de flesta svenska gymnaster, inte dansande kvinnor i nätta dräkter. Därefter har det blivit resor världen över, till 42 länder samt cirka 1600 uppvisningar.
Sofiaflickorna har barn-, ungdoms- och tävlingsgrupper i truppgymnastik. Tävlingsgrupperna har tagit medaljer på både nationella och internationella tävlingar. 